# Daniela Buruiană-Aprodu
Daniela Buruiană-Aprodu (n. 19 iulie 1953, Brăila) este un politician român, membru în Parlamentul României în legislatura 1990-1992 pe listele FSN. Daniela Buruiană-Aprodu a fost deputată în legislaturile 1996-2000, 2000-2004 și 2004-2008 pe listele Partidul România Mare. Daniela Buruiană-Aprodu a fost membră PRM până în luna decembrie 2007, dată la care a devenit deputat neafiliat, după ce a fost exclusă din acest partid. Daniela Buruiană-Aprodu a fost membră în Parlamentul European în perioada 1 ianuarie 2007 - 9 decembrie 2007. În cadrul activității sale de europarlamentar, Daniela Buruiană-Aprodu a fost membră în comisia de agricultură și dezvoltare rurală, în comisia pentru piața internă și protecția consumatorilor și în delegația la comisia parlamentară mixtă EU-Chile. În  perioada 1996 - 2004  Daniela Buruiană-Aprodu a fost membru și vicepreședinte în Comisia comună permanentă a Camerei Deputaților și Senatului pentru exercitarea controlului parlamentar asupra activității SRI.

## Biografie

### Viață politică
Daniela Buruiană-Aprodu  a fost membru al Partidului România Mare (P.R.M.) până pe data de 27 noiembrie 2007, când a fost exclusă după ce a criticat în presă conducerea P.R.M. De excluderea sa s-a ocupat personal Corneliu Vadim Tudor, care a fost la rândul său exclus din același partid în 2013.

### Viață personală
Daniela Buruiană-Aprodu este căsătorită cu Alexandru Buruiană-Aprodu și au împreună doi copii.